# Alfonso Bedoya
Alfonso «Indio» Bedoya (Vícam, Sonora; 16 de abril de 1904 - Ciudad de México; 
15 de diciembre de 1957) fue un actor mexicano que participó en el cine de su país y frecuentemente en el de Estados Unidos como actor de carácter. Se le recuerda como el antagonista de El tesoro de Sierra Madre, protagonizada por Humphrey Bogart.

## Biografía
Alfonso Bedoya nació en Vicam, Sonora, el 16 de abril de 1904. Pasó su infancia viviendo entre su pueblo natal, la Ciudad de México y posteriormente en Texas. Durante su adolescencia regresa a la Ciudad de México, en donde después de desempeñar diversos oficios para ganarse la vida, debuta en cine con la película Todo un hombre (1935). Luego intervendría en Almas rebeldes (1937), debut de Alejandro Galindo y Víctor Manuel Mendoza como director y actor, respectivamente; La madrina del diablo (1937), con Jorge Negrete; Los bandidos de Río Frío (1938); Los de abajo (1940), con Esther Fernández; El gendarme desconocido (1941), con Cantinflas y Gloria Marín; Flor silvestre (1943), de Emilio Fernández, con Dolores del Río y Pedro Armendáriz en los papeles protagónicos; Doña Bárbara (1943), cinta consagratoria de María Félix; Me he de comer esa tuna (1945); Canaima (1945); Gran Casino (1947), las tres últimas con Jorge Negrete; Si me han de matar mañana (1947), con Pedro Infante; y La perla (1947).

## Consagración
En 1947 tiene su primer acercamiento con el cine de Hollywood en Bells of San Fernando, y al año siguiente interpreta uno de sus papeles más conocidos: "Gold Hat" ("Sombrero Dorado"), un bandido mexicano que se hace pasar como policía federal en la emblemática película El tesoro de Sierra Madre, dirigida por John Huston. En esta película pronuncia la famosa línea "Badges? We ain't got no badges! We don't need no badges! I don't have to show you any stinking badges!" ("¿Identificaciones (placas de policía)? ¡No tenemos identificaciones! ¡No necesitamos identificaciones! ¡No tengo que mostrarte ninguna apestosa identificación!"), que fue elegida en el puesto número 36 de entre las frases más memorables en la historia del cine estadounidense por el American Film Institute y que ha sido parodiada infinidad de veces en películas y series de televisión estadounidenses.
A partir de El tesoro de Sierra Madre, el "Indio", como le llamaban, comienza a ser requerido con mayor constancia en Hollywood, de ahí que solo tuviera cuatro participaciones más en el cine mexicano: La casa embrujada (1949), Furia roja (1949),  Por ellas aunque mal paguen (1952) y La doncella de piedra (1956). En Estados Unidos trabajó con importantes actores como Tyrone Power, Orson Welles, Veronica Lake, Joel McCrea, Yvonne De Carlo y sus paisanos Ricardo Montalbán y Arturo de Córdova. Su última cinta fue Horizontes de grandeza (1957), de William Wyler, con Gregory Peck y Charlton Heston.

## Muerte
Alfonso Bedoya muere el 15 de diciembre de 1957 en la Ciudad de México, a los 53 años, debido a su frágil salud derivada de su problema con el alcohol.

## Reconocimientos

### Premios Ariel
| Año  | Categoría       | Trabajo nominado | Resultado |
| ---- | --------------- | ---------------- | --------- |
| 1947 | Actor de cuadro | Canaima          | Nominado  |

## Filmografía
| Año  | Título                         | Rol                        | Notas           |
| ---- | ------------------------------ | -------------------------- | --------------- |
| 1935 | Todo un hombre                 |                            |                 |
| 1937 | Los chicos de la prensa        |                            |                 |
| 1937 | La llaga                       |                            |                 |
| 1937 | Almas rebeldes                 |                            |                 |
| 1937 | Adiós Nicanor                  | Servidor de Gavilán        | Sin acreditar   |
| 1937 | La madrina del Diablo          | Cantinero                  |                 |
| 1938 | Ojos tapatíos                  |                            |                 |
| 1938 | La Adelita                     | Villista                   |                 |
| 1938 | Los bandidos de Río Frío       | Espiridión                 |                 |
| 1938 | Mientras México duerme         |                            |                 |
| 1938 | Pescadores de perlas           | Simón                      |                 |
| 1938 | La golondrina                  |                            | Sin acreditar   |
| 1939 | El capitán aventurero          | Mesonero                   | Sin acreditar   |
| 1939 | La China Hilaria               | Isidro                     |                 |
| 1940 | Los olvidados de Dios          | El Tejón                   |                 |
| 1940 | El gavilán                     | Pistolero                  |                 |
| 1940 | Los de abajo                   | El manteca                 |                 |
| 1940 | El charro Negro                | Comandante de policía      |                 |
| 1941 | El Zorro de Jalisco            | Esbirro de Ernesto         | Sin acreditar   |
| 1941 | Rancho Alegre                  |                            |                 |
| 1941 | Hasta que llovió en Sayula     |                            |                 |
| 1941 | El capitán Centellas           |                            |                 |
| 1941 | El rápido de las 9.15          | Tripulación del tren       | Sin acreditar   |
| 1941 | El gendarme desconocido        | Greñas                     | Sin acreditar   |
| 1942 | La epopeya del camino          |                            | Sin acreditar   |
| 1942 | La abuelita                    | Obrero                     |                 |
| 1942 | Virgen de medianoche           |                            |                 |
| 1942 | Simón Bolívar                  | Conspirador Padilla        | Sin acreditar   |
| 1942 | Los tres mosqueteros           | Gorila en cabaret          |                 |
| 1942 | La virgen morena               | Popoca                     | Sin acreditar   |
| 1942 | Soy puro mexicano              |                            |                 |
| 1942 | El baisano Jalil               | Empleado de Jalil          | Sin acreditar   |
| 1943 | Dulce madre mía                |                            |                 |
| 1943 | María Eugenia                  |                            | Sin acreditar   |
| 1943 | Flor silvestre                 | Teniente de Rogelio        |                 |
| 1943 | El jorobado                    |                            |                 |
| 1943 | Doña Bárbara                   | Campesino                  |                 |
| 1943 | Cuando habla el corazón        | El Yaqui                   |                 |
| 1943 | El rebelde (Romance de antaño) | Bandido                    | Sin acreditar   |
| 1944 | La mujer sin cabeza            |                            |                 |
| 1944 | Mis hijos                      | Borracho en la cantina     | Sin acreditar   |
| 1944 | Me ha besado un hombre         |                            |                 |
| 1945 | Me he de comer esa tuna        | El Alacrán                 |                 |
| 1945 | Las abandonadas                | Gertrudis López, asistente |                 |
| 1945 | Club verde                     |                            |                 |
| 1945 | ¡Como México no hay dos!       |                            |                 |
| 1945 | El jagüey de las ruinas        |                            |                 |
| 1945 | Sendas del destino             |                            |                 |
| 1945 | Hasta que perdió Jalisco       | Amigo de Jorge             |                 |
| 1945 | Canaima                        | Cholo Parima (Pantoja)     |                 |
| 1945 | Rosalinda                      | Cecina                     |                 |
| 1946 | No basta ser charro            | Peón                       | Sin acreditar   |
| 1946 | La hija del payaso             |                            |                 |
| 1947 | Bells of San Fernando          | Guardia en el paso         | Sin acreditar   |
| 1947 | El tigre de Jalisco            | Bandido                    |                 |
| 1947 | Si me han de matar mañana      | El Nagual                  |                 |
| 1947 | Gran Casino                    | El Rayado                  |                 |
| 1947 | Albur de amor                  |                            |                 |
| 1947 | La perla                       | Padrino                    |                 |
| 1948 | El tesoro de Sierra Madre      | Gold Hat                   |                 |
| 1948 | El último chinaco              | Sabas                      |                 |
| 1948 | Angel in Exile                 | Ysidro Álvarez             |                 |
| 1948 | Angel on the Amazon            | Paulo                      |                 |
| 1949 | Streets of Laredo              | Charley Calico             |                 |
| 1949 | La casa embrujada              | Vendedor de palomas        |                 |
| 1949 | Incidente en la frontera       | Cuchillo                   |                 |
| 1950 | Fortunes of Captain Blood      | Carmilio                   |                 |
| 1950 | La rosa negra                  | Lu Chung                   |                 |
| 1950 | Furia roja                     | Ignacio 'El Nacho' López   |                 |
| 1951 | Misión peligrosa               |                            |                 |
| 1951 | Man in the Saddle              | Cultus Charley             |                 |
| 1952 | California Conquest            | José Martínez              |                 |
| 1952 | Por ellas aunque mal paguen    | Don Lupe                   |                 |
| 1953 | Sombrero                       | Don Inocente               |                 |
| 1953 | The Stranger Wore a Gun        | Degas                      |                 |
| 1954 | Border River                   | Capitán Vargas             |                 |
| 1954 | Ricochet Romance               | Alfredo Gonzáles           |                 |
| 1954 | El pirata negro                | Garza                      |                 |
| 1955 | Ten Wanted Men                 | Hermando                   |                 |
| 1956 | La doncella de piedra          | Chuachuaima                |                 |
| 1958 | Horizontes de grandeza         | Ramón Gutiérrez            | Última película |